# Henrique Alvarellos
Henrique Alvarellos Casas (Lugo, 10 de octubre de 1968) es un editor y escritor español.

## Trayectoria
Hijo de Enrique Alvarellos Iglesias y Concepción Casas Dávila, colaboró con el diario El Progreso a mediados de los ochenta, haciendo artículos de crítica musical. Licenciado en Filología Hispánica por la Universidad de Santiago de Compostela en 1991, hizo posteriormente el máster en Medios de Comunicación de la Universidad de La Coruña y La Voz de Galicia en 1993. Posteriormente fue fotógrafo y redactor en La Voz de Galicia, cronista de sociedad en El Progreso, guionista de documentales para El Progreso TV, redactor del Telediario comarcal de la TVG en su delegación de Lugo, corresponsal para Galicia de la revista Cambio 16, fundador y director de la revista Beiramiño de Lugo, responsable de Prensa de la Consellería de Obras Públicas, asesor de Comunicación del Xacobeo, de Turgalicia, redactor jefe del Atlántico Diario de Vigo y columnista para la Axencia Galega de Noticias.
Desde junio de 2004 es el editor y director de Alvarellos Editora.

## Obra en gallego

### Ensayo
- Territorio auroral. 36 memorias vivas de Compostela, 1997, Consorcio de Santiago de Compostela.
- Galicia en cen prodixios, 2004, Xerais.
- Teoría de Lugo, 2004, A Nosa Terra.
- Descubrir Lugo, 2006, Edicións do Cumio, editada en tres linguas.
- Diario dun pai acabado de nacer, 2008, Xerais.

### Obras colectivas
- De profesión, periodista. Homenaxe a Diego Bernal, 2001.
- A Coruña á luz das letras, 2008, Editorial Trifolium.
- Marcos Valcárcel. O valor da xenerosidade, 2009, Difusora.

## Obra en castellano
- Caminos de Santiago-Caminos de Concordia, 2004, coordinador y coautor.